# Маслак Артем Вікторович
Арте́м Ві́кторович Масла́к (2 січня 1992 — 21 лютого 2024) — молодший сержант Збройних сил України, учасник російсько-української війни.

## Життєвий шлях
Народився в селі Горохове Коропського району Чернігівської області. Закінчив 9 класів школи в селі Матіївка. Потім здобув професію плиточника-каменяра-пічника в Конотопському професійно-технічному ліцеї. Пройшов строкову службу в складі внутрішніх військ МВС України. Займався художньою самодіяльністю.
Працював зварювальником у місті Батурині, а згодом переїхав до Києва та займався підприємницькою діяльністю.
До лав захисників Артем долучився у жовтні 2022 року. Службу проходив у лавах 3-ї окремої штурмової бригади ЗСУ. Обіймав посаду командира відділення протитанкових ракетних комплексів протитанкового батальйону.
Під час бойових дій 21 лютого 2024 року в районі села Орлівка Донецької області отримав смертельні поранення від атаки ворожого дрона.
Без Артема лишилися мати, дочка, два брати та наречена.
Похований в селі Мости на Чернігівщині 24 лютого 2024 р.

## Нагороди
- Нагороджений відзнакою Головнокомандувача ЗСУ почесним нагрудним знаком «Сталевий хрест» (2023)
- Орден «За мужність» III ступеня (посмертно)[1]